# Copa del Generalíssim de futbol 1946-47
La Copa del Generalíssim de futbol 1946-47 va ser la 43ena edició de la Copa d'Espanya.

## Primera Ronda
20 i 24 d'abril. Exempts: Athletic de Bilbao, FC Barcelona, Real Santander, CD Málaga.
| Equip 1                     | Global | Equip 2        | Anada | Tornada |
| --------------------------- | ------ | -------------- | ----- | ------- |
| Reial Múrcia                | 3-7    | Llevant UE     | 1-3   | 2-4     |
| Club Atlético de Madrid     | 6-4    | Hèrcules CF    | 3-0   | 3-4     |
| Real Oviedo                 | 4-3    | Zaragoza CF    | 3-1   | 1-2     |
| CE Castelló                 | 5-5    | Reial Societat | 3-2   | 2-3     |
| Club Ferrol                 | 4-5    | Reial Madrid   | 2-1   | 2-4     |
| València CF                 | 3-3    | CE Alcoià      | 3-2   | 0-1     |
| Granada CF                  | 2-6    | Club Celta     | 0-1   | 2-5     |
| Club Deportivo de la Coruña | 1-3    | Betis Balompié | 1-0   | 0-3     |
| CE Sabadell                 | 3-2    | CD Córdoba     | 3-0   | 0-2     |
| Sevilla CF                  | 3-2    | CD Mallorca    | 2-1   | 1-1     |
| Club Gimnàstic de Tarragona | 5-3    | Real Gijón     | 4-2   | 1-1     |
| CD Baracaldo                | 0-7    | RCD Espanyol   | 0-2   | 0-5     |

- Desempat

| Equip 1     | Marcador | Equip 2        |
| ----------- | -------- | -------------- |
| València CF | 2-1      | CE Alcoià      |
| CE Castelló | 3-2      | Reial Societat |

## Vuitens de final
4 i 8 de maig.
| Equip 1                 | Global | Equip 2                | Anada | Tornada |
| ----------------------- | ------ | ---------------------- | ----- | ------- |
| FC Barcelona            | 4-2    | CD Málaga              | 3-1   | 1-1     |
| Club Atlético de Madrid | 1-4    | CE Castelló            | 1-1   | 0-3     |
| Real Oviedo             | 1-3    | RCD Espanyol           | 0-0   | 1-3     |
| Betis                   | 4-6    | Reial Madrid           | 4-0   | 0-6     |
| València CF             | 1-1    | Celta de Vigo          | 0-0   | 1-1     |
| CE Sabadell             | 3-2    | Sevilla                | 2-0   | 1-2     |
| Athletic de Bilbao      | 8-6    | Llevant UE             | 6-2   | 2-4     |
| Real Santander          | 7-7    | Gimnàstic de Tarragona | 6-2   | 1-5     |

- Desempat

| Equip 1        | Marcador | Equip 2                |
| -------------- | -------- | ---------------------- |
| València CF    | 0-1      | Celta de Vigo          |
| Real Santander | 0-1      | Gimnàstic de Tarragona |

## Quarts de final
18 i 25 de maig.
| Equip 1            | Global | Equip 2                | Anada | Tornada |
| ------------------ | ------ | ---------------------- | ----- | ------- |
| Reial Madrid       | 3-4    | CE Castelló            | 2-0   | 1-0     |
| FC Barcelona       | 3-0    | Gimnàstic de Tarragona | 0-2   | 3-2     |
| Athletic de Bilbao | 12-2   | Celta de Vigo          | 12-1  | 0-1     |
| CE Sabadell        | 2-5    | RCD Espanyol           | 2-3   | 0-2     |

## Semifinals
1 i 8 de juny.
| Equip 1      | Global | Equip 2                | Anada | Tornada |
| ------------ | ------ | ---------------------- | ----- | ------- |
| RCD Espanyol | 5-4    | Gimnàstic de Tarragona | 5-3   | 0-1     |
| Reial Madrid | 4-2    | Athletic de Bilbao     | 3-2   | 1-0     |

## Final
| Reial Madrid CF          | 2 - 0 (pròrroga) | RCD Espanyol |
| ------------------------ | ---------------- | ------------ |
| Vidal 107' · Pruden 119' |                  |              |

## Campió
| Campions de la Copa d'Espanya 1947   |
| ------------------------------------ |
| Reial Madrid Club de Futbol 9è títol |